# District de Louhans
Le district de Louhans est une ancienne division territoriale française du département de Saône-et-Loire de 1790 à 1795.
Il était composé des cantons de Louhans, Beaurepaire, Bellevesvre, Cuiseaux, Cuisery, Mervans, Montpont, Pierre, Sagy, Saint Usuges, Savigny sur Seille, Sens et Simard.